# Macclenny
Macclenny – miasto w Stanach Zjednoczonych, w stanie Floryda, siedziba administracyjna hrabstwa Baker.